# Elachista gleichenella
Elachista gleichenella là một loài bướm đêm thuộc họ Elachistidae. Nó được tìm thấy ở hầu hết châu Âu (except bán đảo Iberia), phía đông into miền bắc Nga.
Sải cánh dài 8–9 mm.

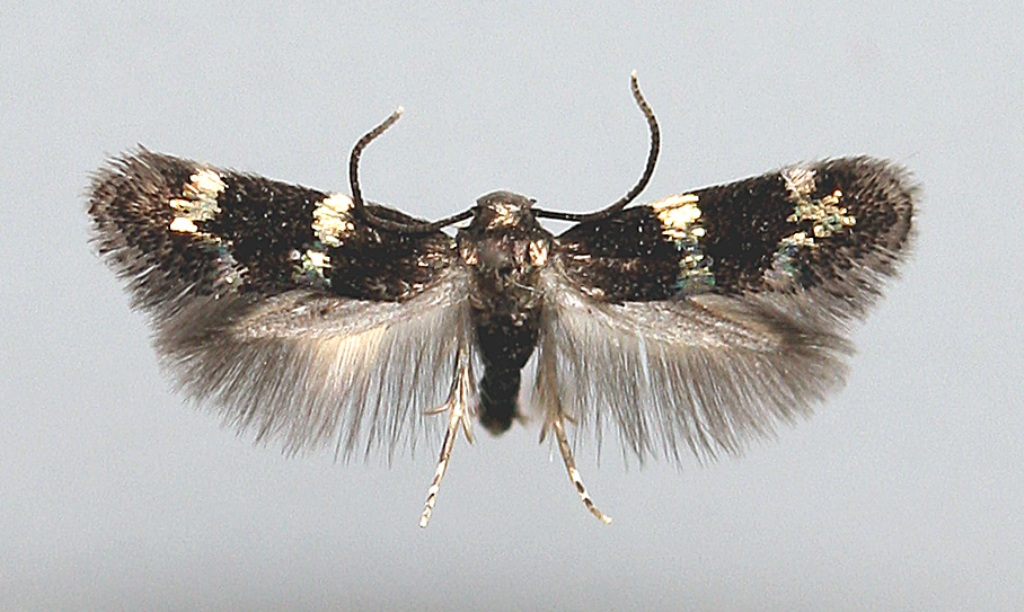
Male

Ấu trùng ăn Carex curvula, Carex digitata, Carex divulsa, Carex echinata, Carex flacca, Carex humilis, Carex laevigata, Carex montana, Carex morrowii, Carex muricata, Carex ornithopoda, Carex otrubae, Carex paniculata, Carex pendula, Carex pilosa, Carex sempervirens, Carex sylvatica, Carex umbrosa, Deschampsia cespitosa, Luzula luzuloides, Luzula pilosa, Luzula plumose và Luzula sylvatica. 

## Hình ảnh

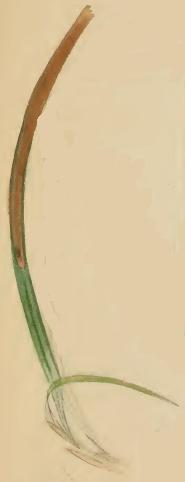
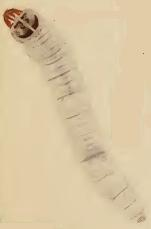
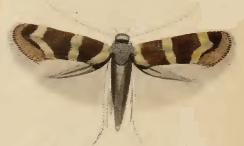